# William Cramp and Sons

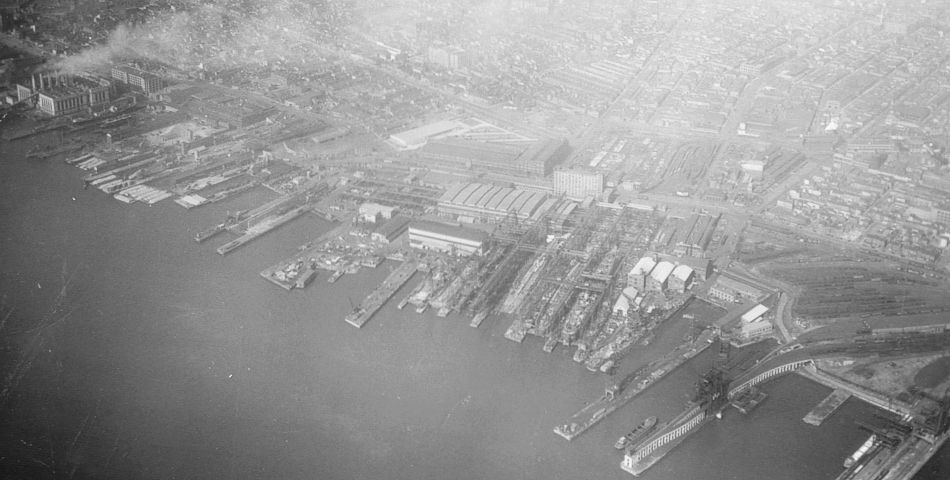
Luftbild der Werft William Cramp and Sons

Die William Cramp & Sons Shipbuilding Company in Philadelphia (Pennsylvania, USA) wurde im Jahre 1825 von dem amerikanischen Industriellen William Cramp gegründet und entwickelte sich rasch zur herausragendsten US-Werft im Eisenschiffbau des 19. Jahrhunderts.

## Geschichte
Die American Ship & Commerce Corporation kaufte die Werft 1919, schloss sie aber bereits 1927 wieder, da der am 6. Februar 1922 geschlossene Washingtoner Flottenvertrag die Aufrüstung der US-Marine stark begrenzt hatte.
Im Jahre 1940 investierte die US Navy 22 Millionen Dollar, um die Werftanlagen wieder zum Bau von Kreuzern und U-Booten nutzen zu können. Der U-Boot-Bau war jedoch wegen schlechten Managements nicht sehr erfolgreich. Die erste Auslieferung erfolgte zwei Jahre nach der Kiellegung und die Endausrüstung musste im Portsmouth Navy Yard durchgeführt werden; die schnellste Bauzeit von Kiellegung bis Auslieferung war 644 Tage.
Die Werft wurde 1947 wieder geschlossen und das Gelände am Delaware River wurde in ein Gewerbegebiet umgewandelt.

## Bekannte Projekte
- die Valencia, ein US-amerikanischer Passagierdampfer (in Dienst gestellt 1882)
- die Schwesterschiffe St. Louis und St. Paul, Ozeandampfer der American Line (Indienststellung 1895)
- die Schwesterschiffe Finland und Kroonland, Ozeandampfer der Red Star Line (Indienststellung 1902)
- die Indiana, das erste Schlachtschiff der US Navy (Indienststellung am 20. November 1895)
- die Kasagi, ein japanischer Geschützter Kreuzer (Auslieferung am 24. Oktober 1898)
- die Warjag, ein russischer Geschützter Kreuzer (Indienststellung am 2. Januar 1901)
- die Retwisan, ein russisches Linienschiff (Auslieferung am 23. März 1902)
- die Oklahoma City, ein Leichter Kreuzer der Galveston-Klasse (Indienststellung am 22. Dezember 1944)
- die Little Rock, ein Leichter Kreuzer der Cleveland-Klasse (Indienststellung am 17. Juni 1945), heute Museumsschiff